# Oscillatoria rubescens
Oscillatoria rubescens (o Planktronix rubescens, sinonimo che, secondo Algaebase dovrebbe essere preferito) è una cianoficea coloniale d'acqua dolce.
È considerata un indicatore di aumentata trofia di un lago: fiorisce infatti in maniera abbondante quando è disponibile molto materiale organico e/o inorganico, togliendo ossigeno all'acqua e causando la scomparsa di zooplancton.
Oscillatoria rubescens deve il suo nome al colore rosso. Questo a sua volta è dovuto a un particolare pigmento fotosintetico, la ficoeritrina, che svolge una funzione analoga alla clorofilla, ma è più efficiente di questa in acque profonde e poco luminose.
Il suo sviluppo rende rossa la superficie di alcuni laghi 